# غرب (فیلم ۲۰۰۷)
غرب (انگلیسی: West) یک فیلم استرالیایی است که در سال ۲۰۰۷ منتشر شد.